# Rolls-Royce Dawn
Rolls-Royce Dawn — 4-місний люкс-кабріолет британської марки Rolls-Royce, дочірньої компанії німецького автовиробника BMW, що вперше представлене на Франкфуртському автосалоні 2015 року. Він виготовляється в Англії в Гудвуді.
Під капотом Dawn вмонтовано 6,6-літровий V12 Biturbo потужністю 624 к.с., крутним моментом 800 Нм, в парі з ZF 8-ступінчастою автоматичною коробкою передач. Від 0 до 100 км/год розганяється за 4,9 секунди. Максимальна швидкість обмежена електронікою на позначці 250 км/год.
Представницький кабріолет оснащено повністю світлодіодними фарами, системою нічного бачення, що виводить зображення на дисплей мультимедійної системи, а також автоматично ідентифікує людей та тварин на дорозі.